# Nesprine
Nesprinen (nuclear envelope spectrin repeat proteins) zijn een familie van eiwitten die voornamelijk voorkomen in het buitenste kernmembraan, evenals in enkele andere subcellulaire compartimenten. Ze bevatten een C-terminaal KASH-transmembraandomein en maken deel uit van het LINC-complex (Linker of Nucleoskeleton en Cytoskeleton). Dit is een netwerk van vezeleiwitten dat het kernmembraan verbindt met het cytoskelet en de kernlamina. Nesprine-1 en nesprine-2 binden zich hiertoe aan de actinefilamenten. Nesprin-3 bindt aan plectine, een eiwit dat gebonden is aan de intermediaire filamenten. Nesprine-4 gaat interacties aan met kinesine-1.
De verbindingen met het cytoskelet die via nesprinen tot stand komen, hebben mechanosensorische functies. Wanneer nesprinen afwezig zijn of onjuist tot expressie komen, zal de cel een verminderd vermogen hebben om mechanische veranderingen te registreren en op te vangen.